# Sudamericano Juvenil M19 de Rugby 2019
El Sudamericano Juvenil A de Rugby 2019 fue la trigésima quinta edición del torneo y se celebró en noviembre en Montevideo, Uruguay.
El torneo será clasificatorio al Trophy 2020 a disputarse en España en septiembre de 2020.
Además los tres mejores clasificados disputarán en 2020 el nuevo Americas Rugby Championship M20, junto a las selecciones de Argentina, Canadá y Estados Unidos, mientras que el clasificado en cuarto lugar disputará el Americas Rugby Challenge M20 frente a las selecciones de Colombia y México.
En esta edición, luego de 3 años. la competición vuelve a disputarse en la categoría de menores de 19 años, dejando el torneo para la clasificación a torneos M20 del año siguiente, permitiendo la continuidad en los sistemas de trabajo en las selecciones menores.

## Equipos participantes
- Selección juvenil de rugby de Brasil (Tupís M19)
- Selección juvenil de rugby de Chile (Cóndores M19)
- Selección juvenil de rugby de Paraguay (Yacarés M19)
- Selección juvenil de rugby de Uruguay (Teritos M19)

## Resultados

### Semifinales
| 27 de noviembre 18:00 | Chile | 52 - 14 | Paraguay | Estadio Charrúa, Montevideo, Uruguay |  |

| 27 de noviembre 19:30 | Uruguay | 45 - 0 | Brasil | Estadio Charrúa, Montevideo, Uruguay |  |

### Tercer Puesto
| 30 de noviembre 17:30 | Paraguay | 22 - 17 | Brasil | Estadio Charrúa, Montevideo, Uruguay |  |

### Final
| 30 de noviembre 19:00 | Uruguay | 29 - 11 | Chile | Estadio Charrúa, Montevideo, Uruguay |  |

| Bandera de Uruguay |
| Campeón Uruguay    |
| Séptimo título     |

## Países clasificados a torneos intercontinentales
| Competencias                         | Países clasificados    |
| ------------------------------------ | ---------------------- |
| España 2020 (Trophy)                 | Uruguay                |
| Americas Rugby Championship M20 2020 | Chile Paraguay Uruguay |
| Americas Rugby Challenge M20 2020    | Brasil                 |